# Бёринг, Мианна
Май А́нна Маргаре́та Бёринг Ра́нтапаа (англ. My Anna Margaretha Buring Rantapää; род. 22 сентября 1979, Сундсвалль, Швеция), более известная как Миа́нна Бёринг (англ. MyAnna Buring) — британская актриса шведского происхождения, известная по фильмам «Спуск», «Спуск 2», «Сумерки. Сага: Рассвет — Часть 1» и "Сумерки. Сага: Рассвет — Часть 2, а также по роли чародейки в сериале «Ведьмак» от Netflix.

## Биография
Мианна Бёринг родилась 22 сентября 1979 года в Швеции, выросла на Ближнем Востоке — в Омане, где посещала среднюю школу американско-британской академии вместе со своим другом детства, ныне режиссёром фильмов ужасов и актёром Стегатом Дорром. В 16 лет Мианна переехала в Англию, а в 2004 году окончила Лондонскую академию музыки и драматического искусства. После этого она стала заместителем директора лондонского театра MahWaff. Мианна не замужем, но в 2017 году у нее родился сын .

## Карьера
Её дебютом стала эпизодическая роль в сериале «Предотвращение преступления» в 2004 году. В 2006 году Мианна сыграла в одном из эпизодов сериала «Доктор Кто», и, хотя её героиня быстро погибла в открытом космосе, девушка приобрела опыт подводных съёмок, необходимых для реалистичного движения тела в невесомости. Мианна несколько лет играла в постановках маленьких театров и в экранизациях английской классики на английском телевидении.
Затем в 2005 году режиссёр Нил Маршалл снял Мианну в фильме ужасов «Спуск» про компанию девушек, которые спустились в пещеру и столкнулись с неизвестными существами, а в 2008 году сыграла в фильме «Судный день» про постапокалиптическую Шотландию.
В 2009 году Мианна вышла на первый план в чёрной подростковой комедии «Убийцы вампирш-лесбиянок» в роли одной из убийц вампирш, желающих вернуть на землю свою королеву. Но подростки разглядели её в другом фильме про вампиров — Билл Кондон пригласил девушку сыграть в заключительной части «Сумеречной саги» Таню Денали, сестру Ирины.

## Фильмография
| Год         | Русское название                 | Оригинальное название                     | Роль            |
| ----------- | -------------------------------- | ----------------------------------------- | --------------- |
| 2004        | Предотвращение преступления      | Murder Prevention                         | Мишель Вайн     |
| 2004        | Катастрофа                       | Casualty                                  | Кирсти Моррисон |
| 2005        | Спуск                            | Descent                                   | Сэм             |
| 2006        | Доктор Кто                       | Doctor Who                                | Скотти Маниста  |
| 2006        | Омен                             | Omen                                      | Репортер № 2    |
| 2007        | Грайндхаус                       | Grindhouse                                | женщина         |
| 2007        | Английский язык                  | English Language                          | Эстер           |
| 2007        | Чисто английское убийство        | The Bill                                  | Ким Хейс        |
| 2008        | Судный день                      | Doomsday                                  | Келли           |
| 2008        | Убийства в Мидсомере             | Midsomer Murders                          | Мэнди           |
| 2008        | Багровая мгла                    | Freakdog                                  | Шелби           |
| 2008        | Знак тьмы                        | Credo                                     | Элис            |
| 2008        | Не та дверь                      | Wrong Door                                | разное          |
| 2009        | Убийцы вампирш-лесбиянок         | Lesbian Vampire Killers                   | Лотти           |
| 2009        | Городские крысы                  | City Rats                                 | Сэмми           |
| 2009        | Спуск 2                          | Descent: Part 2                           | Сэм             |
| 2010        | Витчвилль                        | Witchville                                | Джозефа         |
| 2010        | Пол сердца                       | Half Hearted                              | Лорен           |
| 2010        | Дьявольские игры                 | Devil’s Playground                        | Анджела         |
| 2010        | Сердце всякого человека          | Any Human Heart                           | Ингеборга       |
| 2011        | Чудовищное извержение            | Super Eruption                            | Клэр            |
| 2011        | Список смертников                | Kill List                                 | Шел             |
| 2011        | Сумерки. Сага: Рассвет — Часть 1 | The Twilight Saga: Breaking Dawn — Part 1 | Таня Денали     |
| 2012        | Отключка                         | Blackout                                  | Сильви          |
| 2012        | Белая жара                       | White Heat                                | Лилли           |
| 2012        | Сумерки. Сага: Рассвет — Часть 2 | The Twilight Saga: Breaking Dawn — Part 2 | Таня Денали     |
| 2012 — 2016 | Улица потрошителя                | Ripper Street                             | Лонг Сьюзан     |
| 2012        | Ядовитое дерево                  | The Poison Tree                           | Карен Кларк     |
| 2012 — 2013 | Аббатство Даунтон                | Downton Abbey                             | Эдна Брейтуэйт  |
| 2013        | Мисс Марпл Агаты Кристи          | Agatha Christie’s Marple                  | Лаки Дайсон     |
| 2013        | Пересекая черту                  | Crossing Lines                            | Аника           |
| 2014        | Гиена                            | Hyena                                     | Лиза            |
| 2014        | Великая война: Народная история  | The Great War: The People’s Story         | Дороти Лоуренс  |
| 2014        | Эпик                             | Lost in Karastan                          | Чулпан          |
| 2014        | ДАГ                              | DAG                                       | Энн             |
| 2014        | Изгнанники                       | Banished                                  | Элизабет Куинн  |
| 2015        | Голосование                      | The Vote                                  | Тильда Ларсон   |
| 2015        | Жертва                           | Prey                                      | Джулс Хоуп      |
| 2016        | Руководство комика к выживанию   | The Comedian’s Guide to Survival          | Нелл            |
| 2019        | Ведьмак                          | The Witcher                               | Тиссая де Врие  |
| 2019        | Клуб анонимных киллеров          | Killers anonymous                         | Джоанна         |
| 2020        | Отравление в Солсбери            | The Salisbury Poisonings                  |                 |

## Другое
2016 — озвучивала персонажа игры «Ведьмак 3: Дикая Охота — Кровь и вино» — княгиню Туссента Анну-Генриетту.

## Номинации и награды
- 2011 — номинация на премию «British Independent Film Awards» в категории «Лучшая актриса» за роль в фильме «Список смертников».
- 2011 — премия «Puchon International Fantastic Film Festival» в категории «Лучшая актриса» за роль в фильме «Список смертников».